# Corea del Sur en la Copa Mundial de Fútbol Sub-20 de 2011

La Selección de Corea del Sur será uno de los 24 equipos participantes en la Copa Mundial de Fútbol Sub-20 de 2011, torneo que se llevará a cabo entre el 29 y el 20 de agosto de 2011 en Colombia.
En el sorteo realizado el 27 de abril en Cartagena de Indias la Selección de Corea del Norte quedó emparejada en el Grupo A junto con Malí, con quien debutará Colombia y Francia.

## Participación

### Grupo A
| Equipo        | Pts | PJ | PG | PE | PP | GF | GC | Dif |
| ------------- | --- | -- | -- | -- | -- | -- | -- | --- |
| Colombia      | 9   | 3  | 3  | 0  | 0  | 7  | 1  | 6   |
| Francia       | 6   | 3  | 2  | 0  | 1  | 6  | 5  | 1   |
| Corea del Sur | 3   | 3  | 1  | 0  | 2  | 3  | 5  | -2  |
| Malí          | 0   | 3  | 0  | 0  | 2  | 0  | 4  | -4  |

| 30 de julio de 2011, 17:00             | Malí | 0:2 (0:0) | Corea del Sur                        | Estadio Nemesio Camacho El Campín, Bogotá                                 |                                                                           |
|                                        |      | Reporte   | Kyung-jung 50' · Hyun-soo 80' (pen.) | Asistencia: 31.563 espectadores Árbitro(s): Mark Clattenburg (Inglaterra) | Asistencia: 31.563 espectadores Árbitro(s): Mark Clattenburg (Inglaterra) |
| Inicio retrasado 1 hora por mal clima. |      |           |                                      |                                                                           |                                                                           |

| 2 de agosto de 2011, 17:00 | Francia                                 | 3:1 (1:0) | Corea del Sur | Estadio Nemesio Camacho El Campín, Bogotá                          |                                                                    |
|                            | Sunu 27' · Fofana 81' · Lacazette 90+1' | Reporte   | Young-uk 59'  | Asistencia: 33.158 espectadores Árbitro(s): Wilson Seneme (Brasil) | Asistencia: 33.158 espectadores Árbitro(s): Wilson Seneme (Brasil) |

| 5 de agosto de 2011, 20:00 | Colombia   | 1:0 (1:0) | Corea del Sur | Estadio Nemesio Camacho El Campín, Bogotá                                |                                                                          |
|                            | Muriel 38' | Reporte   |               | Asistencia: 35745 espectadores Árbitro(s): Markus Strömbergsson (Suecia) | Asistencia: 35745 espectadores Árbitro(s): Markus Strömbergsson (Suecia) |

#### Octavos de final
| 10 de agosto de 2011, 17:00 | España | 0:0 (0:0, 0:0) | Corea del Sur | Estadio Palogrande, Manizales                                            |                                                                          |
|                             |        | Reporte        |               | Asistencia: 23.360 espectadores Árbitro(s): Mark Geiger (Estados Unidos) | Asistencia: 23.360 espectadores Árbitro(s): Mark Geiger (Estados Unidos) |

| Tiros desde el punto penal |                  |     |                  |            |
| Tello                      | Acierto de penal | 1:1 | Acierto de penal | Seung Yong |
| Recio                      | Acierto de penal | 2:2 | Acierto de penal | Seung Woo  |
| Koke                       | Fallo de penal   | 2:2 | Fallo de penal   | Ki Je      |
| Vázquez                    | Acierto de penal | 3:3 | Acierto de penal | Jin Su     |
| Isco                       | Acierto de penal | 4:4 | Acierto de penal | Hyun-soo   |
| Bartra                     | Acierto de penal | 5:5 | Acierto de penal | Sang Gi    |
| Amat                       | Acierto de penal | 5:5 | Acierto de penal | Sung Dong  |
| Oriol                      | Acierto de penal | 7:6 | Fallo de penal   | Kyung-jung |